# Szczelina z Gzymsem
Szczelina z Gzymsem – obiekt jaskiniowy w Dolinie Będkowskiej, w granicach wsi Będkowice w województwie małopolskim, w powiecie krakowskim, w gminie Wielka Wieś. Jest to rejon Wyżyny Olkuskiej w obrębie Wyżyny Krakowsko-Częstochowskiej.

## Opis obiektu
Znajduje się w orograficznie lewych zboczach Doliny Będkowskiej, w Baszcie nad Wodą widocznej ze szlaku turystycznego wiodącego dnem doliny. Jest to szczelina o trzech otworach. Od ciasnego otworu południowego można zejść nią w dół lub wyjść w górę. Zejście w dół prowadzi przez zaklinowane skały do otworu północnego dolnego, wyjście w górę ciasnym gzymsem do otworu północnego górnego, znajdującego się 11 m powyżej dolnego.
Szczelina powstała w późnojurajskich wapieniach skalistych. Jest sucha i w całości widna. Na jej spągu znajduje się wapienny gruz i nawiane przez wiatr liście. Na ścianach są niewielkie nacieki grzybkowe i polewy naciekowe. W lepiej oświetlonych miejscach przy otworach rozwijają się glony, mchy, porosty, a otwory częściowo zasłania rozrastająca się leszczyna. Ze zwierząt obserwowano kosarze, wije, muchówki i ślimaki.
Obiekt został po raz pierwszy opisany przez J. Nowaka we wrześniu 2011 r. On też sporządził jego plan.

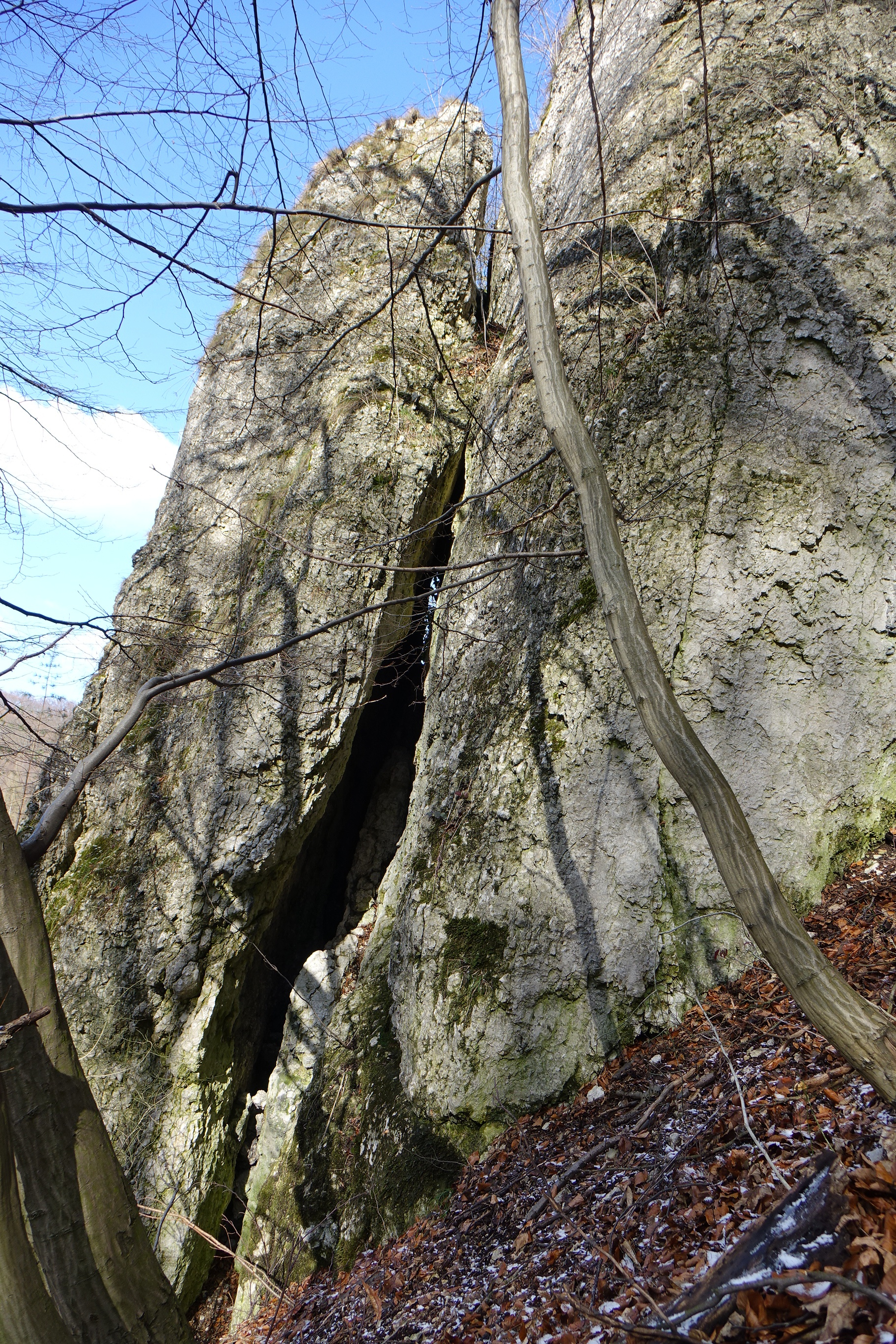
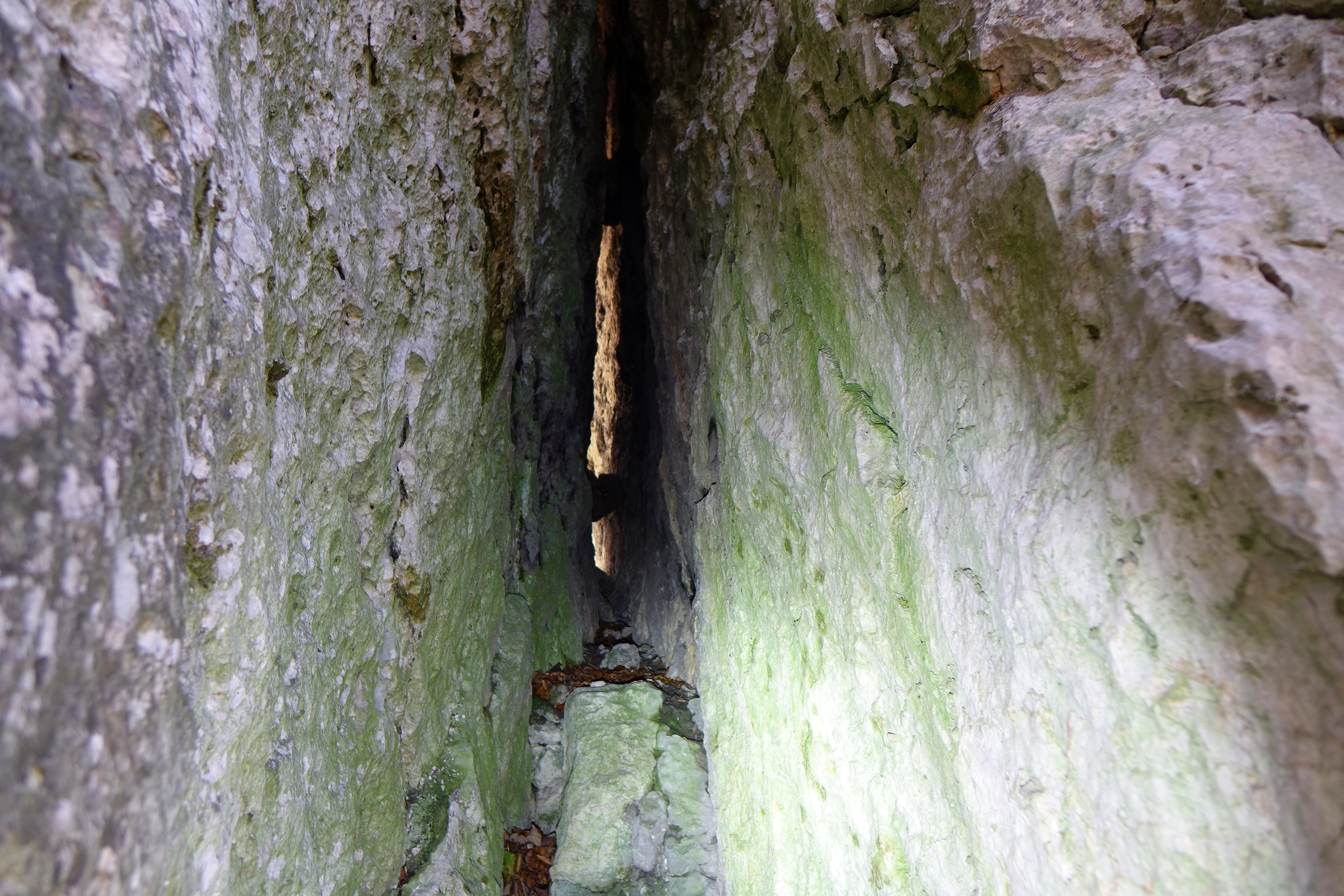
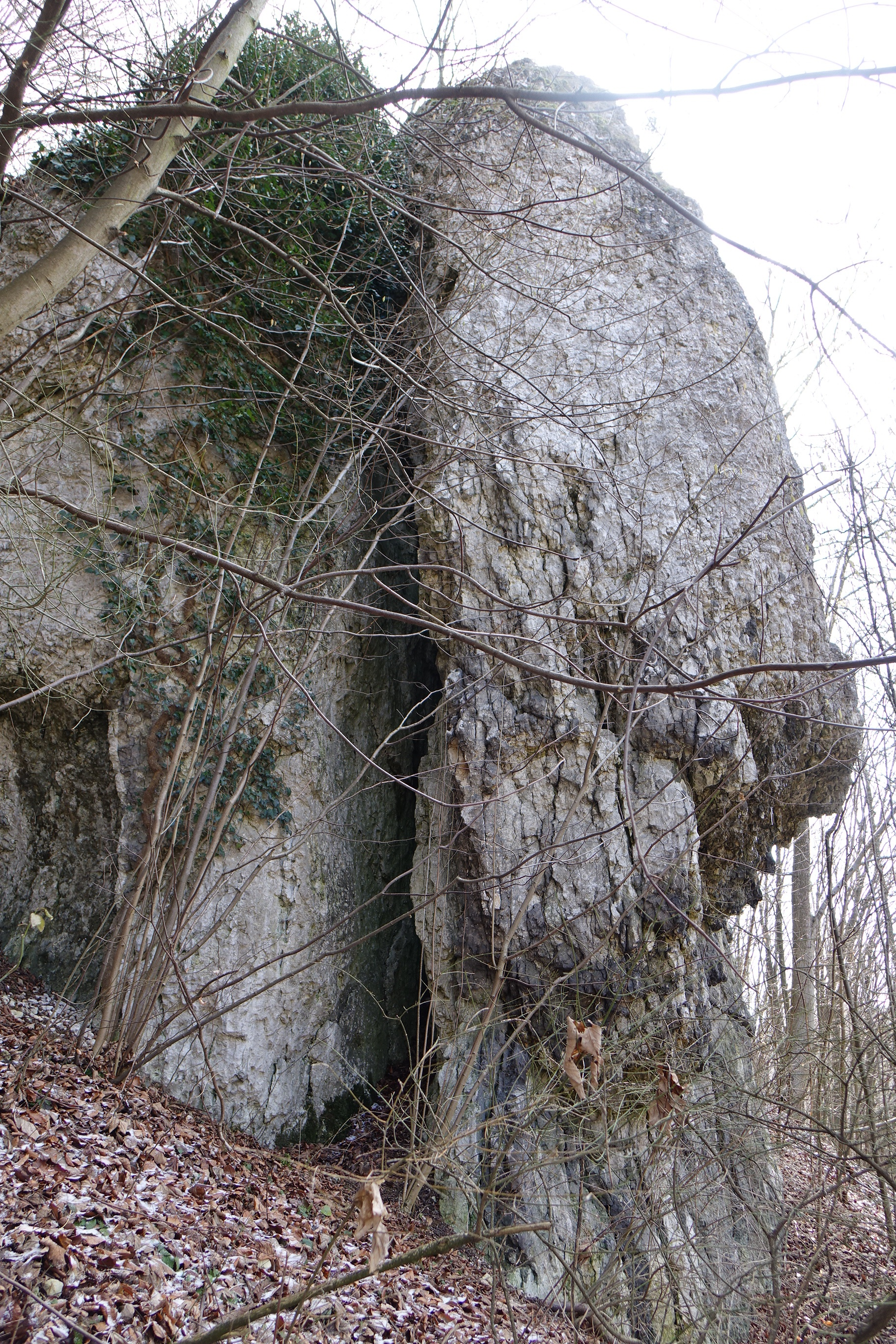